# Konståret 2014

## Priser och utmärkelser
- Fredrik Roos stipendium – Tomas Lundgren

## Utställningar
- 29 maj–3 augusti – Åttonde Berlinbiennalen

## Avlidna
- 3 januari – Alicia Rhett (född 1915), amerikansk skådespelare och porträttmålare.
- 8 januari – Madeline Gins, 72, amerikansk konstnär och poet.
- 26 januari – Ulf Wahlberg, 75, svensk konstnär (målare och tecknare).
- 28 januari – Georg Suttner, 91, svensk konstnär.
- 5 februari – Tom Sandberg (född 1953), norsk fotograf.
- 6 februari – Bengt Olof Kälde, 77, svensk konstnär, konservator och heraldiker.
- 9 februari – Jan Świdziński (född 1923), polsk konstnär och konstkritiker
- 13 februari – Torsten Fridh, 99, svensk skulptör.
- 23 februari – Carla Accardi, 89, italiensk målare
- 24 februari – Carlos Páez Vilaró, 90, uruguayansk konstnär.
- 26 februari – Sorel Etrog, 80, kanadenskisk skulptör.
- 7 mars – Per Friberg, 93, svensk arkitekt och landskapsarkitekt.
- 11 mars – Sven Hansson (född 1927), svensk målare.
- 12 mars – Lennart Jönsson, 89, svensk konstnär
- 20 mars – Gerhard Bondzin (född 1930), tysk målare och grafiker.
- 5 april
  - Alan Davie, 93, brittisk (skotsk) målare och musiker.
  - Maria Adlercreutz (född 1936), svensk textilkonstnär.
  - Alan Davie, 93, engelsk målare
- 23 april – Petter Zennström (född 1945), svensk grafiker och målare.
- 24 april – Hans Hollein, 80, österrikisk arkitekt.
- 6 maj – Cornelius Gurlitt, 81, tysk konstsamlare
- 7 maj – Elaine Sturtevant, 89, amerikansk konstnär.
- 12 maj – H.R. Giger, 74, schweizisk konstnär och scenograf.
- 18 maj – Morris Weiss, 98, amerikansk serietecknare.
- 10 juli – On Kawara, 81, japansk-amerikansk konstnär.